# Witch Club Satan
Witch Club Satan is een feministische Noorse blackmetalband. 

## Geschiedenis en stijl
Kleive, Spjelkavik en Røising ontmoetten elkaar op de toneelschool en richtten in 2022 de band op.
Op 8 maart 2024 brachten ze hun titelloze debuutalbum uit gevolgd door een single "You Wildflower" dat op 23 juni 2025 uitgebracht werd.
Witch Club Satan wordt vergeleken met een aantal andere Noorse blackmetalbands, waaronder Mayhem, Darkthrone, Emperor en Satirycon.  Zowel NME als Rolling Stone geven de band lovende recensies.  Hun muziek behandelt onder andere thema's als het Patriarchaat, racisme, milieuactivisme en het Israëlisch-Palestijnse conflict. De liveshows en muziekvideo's van Witch Club Satan bevatten vaak naakte mensen, bloed en occulte symbolen. 

## Leden
Momenteel bestaat de band uit:
- Johanna Holt Kleive (drums, zang)
- Nikoline Spjelkavik (gitaar, zang)
- Victoria Røising (bas, zang)

## Prijzen
De videoclip voor de single "Fresh Blood Fresh Pussy", werd genomineerd voor de Spellemannprisen Music Video of the Year-prijs van 2024. 

## Discografie

### Studioalbums
| Titel            | Albumdetails                                                    |
| ---------------- | --------------------------------------------------------------- |
| Witch Club Satan | - Uitgebracht: 8 maart 2024 - Label: Lost And Found Productions |

### singles
| Jaar | Titel            |
| ---- | ---------------- |
| 2022 | "Hysteria"       |
| 2022 | "Solace Sisters" |
| 2023 | "Blod"           |